# Gare de Gap
Gare de Gap vasútállomás Franciaországban, Gap településen.

## Vasútvonalak
Az állomást az alábbi vasútvonalak érintik:
- Veynes–Briançon-vasútvonal

## Kapcsolódó állomások
A vasútállomáshoz az alábbi állomások vannak a legközelebb:
- Gare de Veynes-Dévoluy
- Gare de Chorges